# Америка (журнал иезуитов)
"America" - ежемесячный католический журнал, издаваемый иезуитами США и базирующийся в Манхэттене. Он содержит новости и мнения о католицизме и его отношении к американской политике и культурной жизни. Журнал издается непрерывно с 1909 года и также доступен онлайн.
Из-за своей связи с иезуитами, "America" считается изданием с либеральным уклоном, и The Washington Post описывает его как "любимый журнал католических либеральных интеллектуалов".

## История
Иезуитские провинции США основали "America" в Нью-Йорке в 1909 году и продолжают издавать еженедельный печатный журнал. Фрэнсис Икс. Талбот был главным редактором с 1936 по 1944 год.
Мэтт Малон стал четырнадцатым главным редактором 1 октября 2012 года, самым молодым в истории журнала. В сентябре 2013 года журнал опубликовал интервью Папы Франциска с его собратом-иезуитом Антонио Спадаро.
В 2022 году Мэтт Малон завершил свое руководство после десяти лет. Сэм Сойер стал пятнадцатым редактором.

## Спорные ситуации
С 1998 года, когда Томас Дж. Риз стал главным редактором, журнал стал противоречивым за публикацию статей и мнений, противоречащих учению Святого Престола по вопросам гомосексуальности, целибат духовенства, контроль рождаемости, дебаты об абортах и других вопросах. Конгрегация доктрины веры предложила комитет цензоров для проверки содержимого журнала. Риз ушел в отставку в мае 2005 года. National Catholic Reporter утверждал, что отставка Риза была вынужденной из-за давления Ватикана.
В 2009 году под руководством Дрю Кристиансена редакционная коллегия поддержала приглашение президента США Барака Обамы получить почетную степень в Университете Нотр-Дам. Это было спорным, поскольку Конференция католических епископов США призывала католические университеты не чествовать политиков и активистов, поддерживающих права на аборт.

## Внешние ссылки
- americamagazine.org